# Botryobasidium sphaericosporum
Botryobasidium sphaericosporum é uma espécie de fungo pertencente à família Botryobasidiaceae.